# Xã Kearney, Quận Clay, Missouri
Xã Kearney (tiếng Anh: Kearney Township) là một xã thuộc quận Clay, tiểu bang Missouri, Hoa Kỳ. Năm 2010, dân số của xã này là 13.509 người.